# Ruska finančna kriza (2022)
Finančna kriza v Rusiji leta 2022 je posledica močne deevalvacije ruskega rublja, ki se je začela v drugi polovici februarja 2022, ko je rusko gospodarstvo močno nazadovalo zaradi ruske invazije na Ukrajino in posledičnih gospodarskih sankcij proti Rusiji, ki so zajemale bančni sektor, Vladimirja Putina in druge člane vlade; vključno z rusko izključitvijo iz SWIFT.

## Finančni, ekonomski in socialni vpliv

### Borze in ruski rubelj
V Rusiji so prvotne gospodarske sankcije v odgovor na rusko invazijo na Ukrajino leta 2022 imele takojšen učinek. Vrednost ruske borze je 24. februarja, na prvi dan invazije, padla za 39 % (merjeno z indeksom RTS), podobni padci v vrednosti so sledili tudi v naslednjih dneh. Rubelj je padel na rekordno nizko raven, saj so Rusi hiteli menjavati denar. Moskovska in sanktpeterburška borza sta bili ustavljeni. Centralna banka Rusije je z namenom stabilizacije trga napovedala prve tržne posege po priključitvi Krima leta 2014. Obrestne mere je zvišala na 20 % in tujcem prepovedala prodajo lokalnih vrednostnih papirjev. Mednarodne sankcije ogrožajo izginotje ruskega državnega premoženjskega sklada. V ruskih mestih so poročali o dolgih vrstah in praznih bankomatih.
V drugem krogu sankcij, v katerem so bile različne ruske banke izključene iz SWIFT, in neposrednih sankcijah proti ruski centralni banki je vrednost rublja v primerjavi z ameriškim dolarjem padla za 30 %, na 119 ₽/1 dolar (28. februar). Ruska centralna banka je z namenom uravnoteženja posledično dvignila obrestne mere na 20 %, začasno zaprla Moskovsko borzo, zahtevala prodajo 80 % deviznih rezerv ruskih podjetij in prepovedala likvidacijo premoženja v Rusiji. 

### Surova nafta
Zaradi invazije so se cene Brent nafte prvič po letu 2014 za kratek čas dvignile nad 100 dolarjev za sod, preden so se spet spustile. Od 22. februarja do 28. februarja, ko je bila sankcionirana ruska centralna banka, se je cena West Texas Intermediate in Brenta zvišala za približno 5 $/sodček.
27. februarja je BP, eden izmed sedmih največjih naftnih in plinskih družb na svetu in največji tuji vlagatelj v Rusiji, objavil prodajo Rosnefta. Obresti Rosnefta obsegajo približno polovico zalog nafte in plina BP ter tretjino njegove proizvodnje. Odprodaja lahko podjetje stane do 25 milijard dolarjev in analitiki so ugotovili, da je malo verjetno, da bi BP lahko povrnil del teh stroškov. Istega dne je državni pokojninski sklad Norveške, največji državni premoženjski sklad na svetu, objavil, da bo sprostil svoja ruska sredstva. Sklad je imel v lasti približno 25 milijard norveških kron (2,83 milijarde dolarjev) delnic ruskih podjetij in državnih obveznic.

### Širši ekonomski učinek
Zaradi napada so cene pšenice postale najvišje po letu 2008.
Ukrajina je četrti največji izvoznik koruze in pšenice ter največji svetovni izvoznik sončničnega olja, pri čemer Rusija in Ukrajina skupaj proizvedeta 29 % vse pšenice in 75 % vsega sončničnega olja. 
Na referenčni Chichago Board of Trade March je 25. februarja pšenica dosegla najvišjo ceno po letu 2012, zvišale so se pa tudi cene koruze in soje. Predsednik ameriškega združenja pekov je opozoril, da bo cena vseh izdelkov iz žita, začela naraščati, saj so vsi trgi žita med seboj povezani. Glavni kmetijski ekonomist za Wells Fargo je izjavil, da bo Ukrajina v pomladi 2022 verjetno močno omejena v svojih zmožnostih za sajenje pridelkov in bo izgubila kmetijsko leto, medtem ko bi embargo na ruske pridelke povzročil večjo inflacijo cen hrane. Obnovitev zmogljivosti pridelave pridelkov lahko traja leta tudi po prenehanju spopadov. Visoke cene pšenice so obremenile države, kot je Egipt, ki so zelo odvisne od ruskega in ukrajinskega izvoza pšenice, in v njih izzvale strah pred socialnimi nemiri. Kitajska je 24. februarja napovedala odpravo vseh omejitev za rusko pšenico, kar je South China Morning Post označil za potencialno »rešilno bilko« za rusko gospodarstvo.
Kristalina Georgijeva, izvršna direktorica Mednarodnega denarnega sklada, je opozorila, da konflikt predstavlja veliko regijsko in mednarodno gospodarsko tveganje ter dodala, da bi sklad lahko v okviru 2,2 miljarde dolarjev vrednega paketa Ukrajini pomagal tudi drugim državam, ki jih je prizadel konflikt. David Malpass, predsednik World Bank Group, je dejal, da bo imel konflikt daljnosežne gospodarske in družbene posledice, in poročal, da banka pripravlja znatno ekonomsko in fiskalno podporo Ukrajincem in regiji.
UPS in FedEx sta sporočila, da v Rusiji ne bosta več delovala.